# Materfer
La société Materfer (Material Ferroviario S.A. ) est une société de construction de matériel ferroviaire installée à  Cordoba en Argentine. Elle a été fondée par Fiat Ferroviaria en 1958 qui en a fait sa principale filiale industrielle en dehors de l'Italie. La société a été vendue à l'industriel argentin Sergio Taselli en 2002 lorsque le groupe italien décida de se retirer du secteur ferroviaire. 
En 2002, Sergio Taselli, homme d'affaires argentin, a racheté la société Materfer SA pour 5 millions de US dollars Il réalisa une excellente opération car il reprenait en fait l'usine, l'outil industriel de production, les plans de tout le matériel roulant construit depuis le début de la société, la marque et le nom Materfer, le logo. Il en était de même pour les sociétés GMD Grandes Motores Diesel et Agritec, filiales de Materfer. 

## Histoire
La société Materfer a été créée par Fiat Ferroviaria à travers la filiale du groupe Fiat en Argentine Fiat Concord, la holding qui réunissait toutes les branches d'activité de Fiat installées dans le pays. 
La création d'une société de construction de matériel roulant ferroviaire en Argentine a été favorisée par le fait que la compagnie des Chemins de fer d'Argentine "Ferrocarriles Argentinos" - EFEA, avait besoin de renouveler sa flotte de rames automotrices et l'attribution du marché était conditionnée par le taux d'intégration locale dans la fabrication du matériel roulant. 
C'est en 1958 que la société fut créée et que fut posée la première pierre de la construction de la nouvelle usine. En 1962, la première rame automotrice Fiat 7131 est fabriquée et sort de l'usine. 
Entre 1956 et 1968, la société fonde le "Gruppo Aziende Italo Argentine" - GAIA, un groupement de sociétés mixtes italiennes et argentines du secteur ferroviaire qui a produit les différents composants industriels qui équiperont ce qui sera appelé la gamme des Locomotives GAIA. 
Entre 1961 et 1967, Fiat Materfer a produit beaucoup de locomotives diesel-électrique de transfert, dont un exemplaire a été exporté en Italie pour y être exposé. 
Durant les années 1980, les productions de Materfer, avec l'appui du service commercial de sa maison mère italienne, ont été largement exportées ce qui obligera Materfer à se doter d'un service financier pour garantir le financement des achats et la notion «clé en main» étant aussi à la mode auprès des sociétés de transport nationales et privées, un service renforcé d'assistance technique et d'après-vente, activités qui étaient, avant, gérées par les compagnies de chemin de fer nationales elles-mêmes.

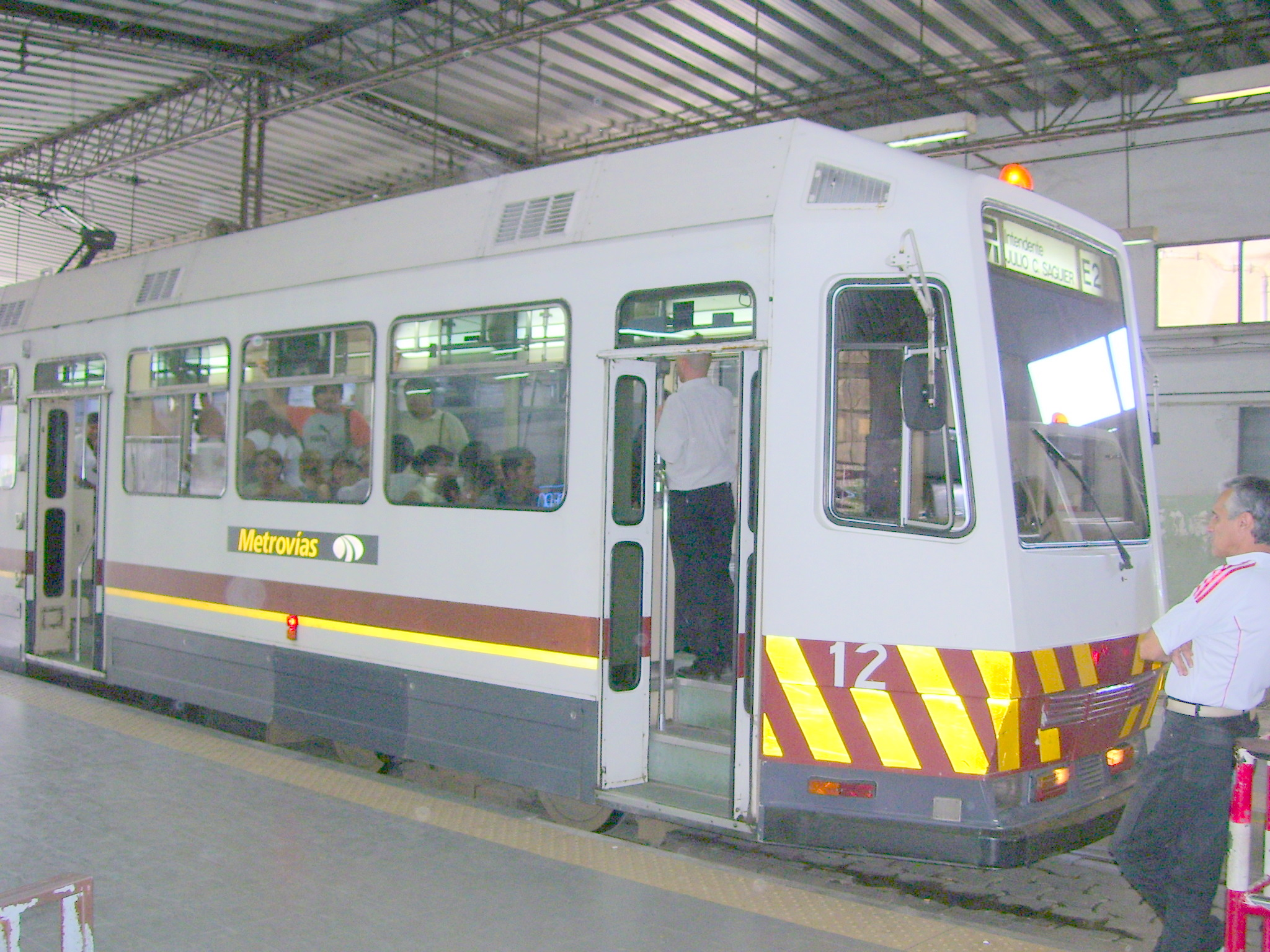
Tram Fiat Materfer à Buenos-Aires

### Les années 1990 - 2000
Dans ces années, Materfer construira les matériels qui seront parmi les derniers fabriqués sous licence Fiat Ferroviaria, notamment les rames de métro et les trams Buenos Aires. 
À la suite de la crise économique qui frappa tous les pays d'Amérique du Sud, par manque récurrent de commandes, en février 1998, la société Fiat Materfer sera déclarée en faillite et fermée.

## Le rachat et le redémarrage
Au mois de mars 2002, la société est rachetée par l'entrepreneur argentin Sergio Tasselli. La reprise de l'activité s'effectua avec 5 salariés pour arriver à un effectif de 550 salariés en 2012. 

### Les installations industrielles
Le terrain de 25 hectares sur lequel l'usine a été construite est celui d'origine. L'usine représente une surface de 66.800 mètres carrés couverts. 
L'usine dispose de tout l'outillage de production qui existait du temps de Fiat. Dans les années 1980, Fiat Materfer a compté pas moins de 2 500 salariés, lorsque les commandes affluaient des EFEA argentins mais aussi pour l'exportation dans toute l'Amérique Latine. Actuellement, l'effectif global de la société est de 550 salariés qui se répartissent entre les activités ferroviaires, matériel neuf ou à reconditionner, engins pour les travaux publics et les autobus. 

### Le passé et le présent
Les équipements de production de l'usine étaient dimensionnés pour assurer la fabrication locale des locomotives diesel et électriques complètes, le châssis, la caisse, les bogies et les moteurs. 
Lors du rachat par Sergio Tasselli, il renouvela une partie des machines comme des machines de découpe au laser, de pliage automatiques des tôles même de très forte épaisseur et a introduit un robot de soudure. 
L'activité de la société du temps de Fiat était nettement plus importante qu'aujourd'hui mais la demande de matériel roulant a beaucoup diminué au point que la société a dû se diversifier dans de nouvelles activités de fabrication de matériels divers comme les transports sur route et les machines agricoles et de travaux publics, alors que ces activités existaient également du temps de Fiat, mais étaient et restent encore aujourd'hui confiées à ses filiales spécialisées , Fiat V.I. Argentina et FiatAgri. 

## Le matériel roulant
Au cours de ses 40 premières années de son histoire, l'usine Fiat Materfer a fabriqué toutes sortes de matériel ferroviaire parmi lesquelles on trouve des locomotives diesel, diesel-électriques et électriques, des rames automotrices, des tramways, des métros. tous ces matériels à l'époque, étaient conçus et fabriqués selon les cahiers des charges spécifiques de chaque opérateur ferroviaire. Fiat Materfer a ainsi été le fournisseur principal des Chemins de fer d'Argentine, Cuba, Bolivie, Uruguay, Chili et Brésil. 

### La rame automotrice Fiat 7131

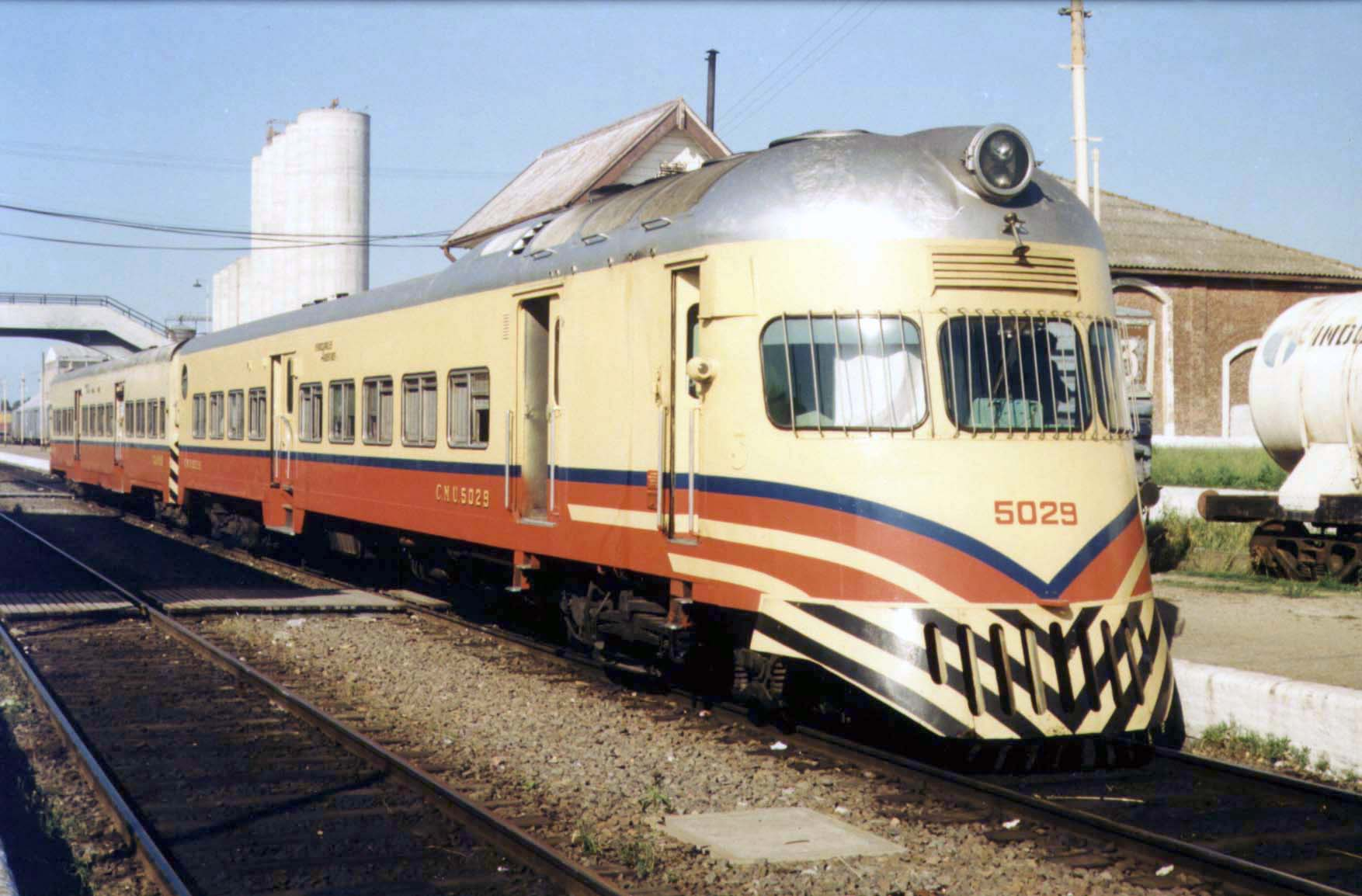
Rame automotrice Fiat MaterFer 7131 des EFEA - Chemins de Fer Argentins

Dans les années 1950, le matériel roulant des Chemins de Fer Argentins avaient largement dépassé leur durée de vie programmée et c'est en 1958 qu'un appel d'offres fut lancé par les autorités de transport d'Argentine pour acheter de nouveaux matériels. Le vainqueur désigné fut la société italienne Fiat Ferroviaria qui s'était engagée à produire localement une partie des 210 rames automotrices, objet de la commande. 
Ces rames devaient être composées de 2 caisses motorisées avec un moteur diesel FIAT de 660 Ch, ce qui leur assurait une vitesse de pointe de plus de 115 km/h. Leur gros avantage était également la faible charge à l'essieu qui garantissait une meilleure sécurité de roulement compte tenu de l'état du réseau ferré argentin de l'époque, où beaucoup de trains déraillaient au passage des aiguillages. La rame disposait de deux cabines de pilotage, une à chaque extrémité, chose nouvelle qui évitait à devoir construire une voie pour le retournement des rames et perdre du temps dans les gares terminales de ligne. 
La fabrication de ces rames a été assurée par les sites industriels de  Fiat Ferroviaria à Turin en Italie, à Decauville en France et comme prévu dans le contrat, à Córdoba en Argentine dans sa nouvelle usine. 
Seules les 45 premières rames 7731 ont été entièrement fabriquées en Italie (45 caisses motorisées) et à Decauville (45 remorques). Les 165 autres rames ont été produites dans l'usine construite à cet effet par FIAT dans la localité de Ferreyra, à Córdoba. Une seconde commande de 70 unités portera le total à 339 exemplaires la production globale de cette rame. Cette seconde série verra la face avant traitée comme celle des rames italiennes, sans protection par barreaudages verticaux. La forme de l'avant de la 1re série de 210 rames Fiat 7131 semble avoir été très fortement influencée par le train américain Pioneer Zephyr, datant de 1934. 

### Rame légère monomotrice CML1
La rame monomotrice légère CML1 de Materfer était un projet réalisé en 1984. Ce matériel était spécifiquement destiné aux lignes secondaires à faible densité de trafic et au tracé très sinueux. Afin de garantir un entretien aisé dans toutes les gares et diminuer les coûts, le moteur retenu par l'EFEA était celui du camion Fiat 619 d'une puissance de 260 Ch DIN taré à 190 Ch. Ce camion était produit localement et très répandu en Argentine.
Après une longue période d'essais, il fut décidé de réaliser une version pour voie étroite en remlaçant les bogies du Materfer CML1 à voie large (1.676 mm) par des bogies pour voie étroite (1.000 mm). 
Les essais ont concerné, en plus de l'AFEA, plusieurs autres sociétés de Chemins de Fer Argentines :
- Chemin de fer General Bartolomé Mitre ;
- Chemin de fer General Roca ;
- Chemin de fer General San Martín y Roca.

Les tests se poursuivirent dans cette nouvelle configuration d'écartement sur le réseau Chemin de fer General Manuel Belgrano à Salta (province de Santa Fe) et Cordoba pour un projet très avangardiste en milieu urbain. le projet sera malheureusement abandonné en raison de la situation politique et économique du pays. 
Après avoir terminé ces tests, les "Ferrocarriles Argentinos" - (Chemins de fer d'État Argentins) ont signé avec Fiat Materfer, un premier contrat pour la fourniture de huit rames doubles CML.1 qui seront livrées officiellement en milieu d'année 1987 lors d'une cérémonie officielle à la gare Eleven en septembre. 
Dans ses opérations de refurbishing, l'actuelle société Materfer propose de remplacer les vieux moteurs Fiat d'origine par un moteur Iveco qui a le même encombrement mais dispose d'une puissance bien supérieure.

### Rame monomotrice CM.001
En 1987, Materfer reçoit une commande de "Ferrocarriles Argentinos", pour neuf exemplaires d'une rame monomotrice légère à affecter sur la ligne ferroviaire urbaine de Pergamino (Buenos-Aires). Ces unités modernes sont remarquables par leur faible poids (20 tonnes) et une très faible consommation de carburant. Elles mesurent 15.834 mm de longueur et 2.700 mm de largeur. Elles sont alimentées par un moteur diesel Fiat de 250 kW et peuvent transporter 56 passagers assis et autant debout. Leur autonomie est de 1.200 km et la vitesse de pointe est de 100 km/h. 

### La rame motorisée CM.001
La rame motorisée Materfer 001 (appelée CM.001) avec sa remorque CR.001, est une nouveauté conçue et réalisée par la nouvelle Materfer de Sergio Taselli. Cette nouvelle rame est équipée d'un moteur diesel Fiat-Iveco et d'une transmission Allison automatique. La face avant est assez semblable à celle des locomotives électriques Toshiba du Chemin de fer General Roca.

### Locomotives diesel-électrique Fiat Transfer
Les locomotives Fiat Transfert ont été fabriquées en 1966 et 1967. Elles font partie d'un projet commun entre Fiat Ferroviaria et Alstom. (Les deux sociétés ont engagé une collaboration en 1961). Elles sont équipées de bogies à voie étroite (1.000 mm), d'un moteur diesel Fiat GMD A236 SSF 6 cylindres qui développe 918 Ch. La partie électrique est due à la société italienne Ercole Marelli. D'autres séries du même modèle mais avec des puissances de 1 500 et 2 000 Ch ont également été fabriquées. 
Leur faible poids à l'essieu les rendait idéales pour les lignes de chemin de fer circulaires et en mauvais état. 
Fiat Materfer a également exporté vers Cuba plusieurs exemplaires de locomotives de ce modèle ainsi qu'en Bolivie. 

### Voitures de chemins de fer
Fiat Materfer a construit de nombreux modèles à la fois pour le marché argentin et pour l'exportation.

### AES
Les AES ou « Automotrices Suburbaines Électriques » produites par Fiat Concord ont été fabriquées dans l'usine Fiat Materfer à la suite d'une commande des Chemins de fer du Chili. Ces rames comportaient 2 voitures avec un aménagement unique en classe économique avec une cabine de conduite à chaque extrémité comprenant une motrice et une remorque avec une largeur de voie standard de 1.676 mm. Elles disposent de quatre moteurs de traction, deux pour chaque bogie moteur fonctionnant sous une tension d'alimentation 300 Vcc et ont une vitesse maximale de service de 125 km/h. 
Elles comportent 176 sièges répartis sur les deux voitures. Chaque AES pèse 122,46 tonnes. 
En 1987, les unités AES passent d'une à deux remorques avec l'utilisation des remorques laissées libres à la suite d'accidents mais surtout d'incendies criminels des motrices fréquents à l'époque.

## Autres matériels ferroviaires

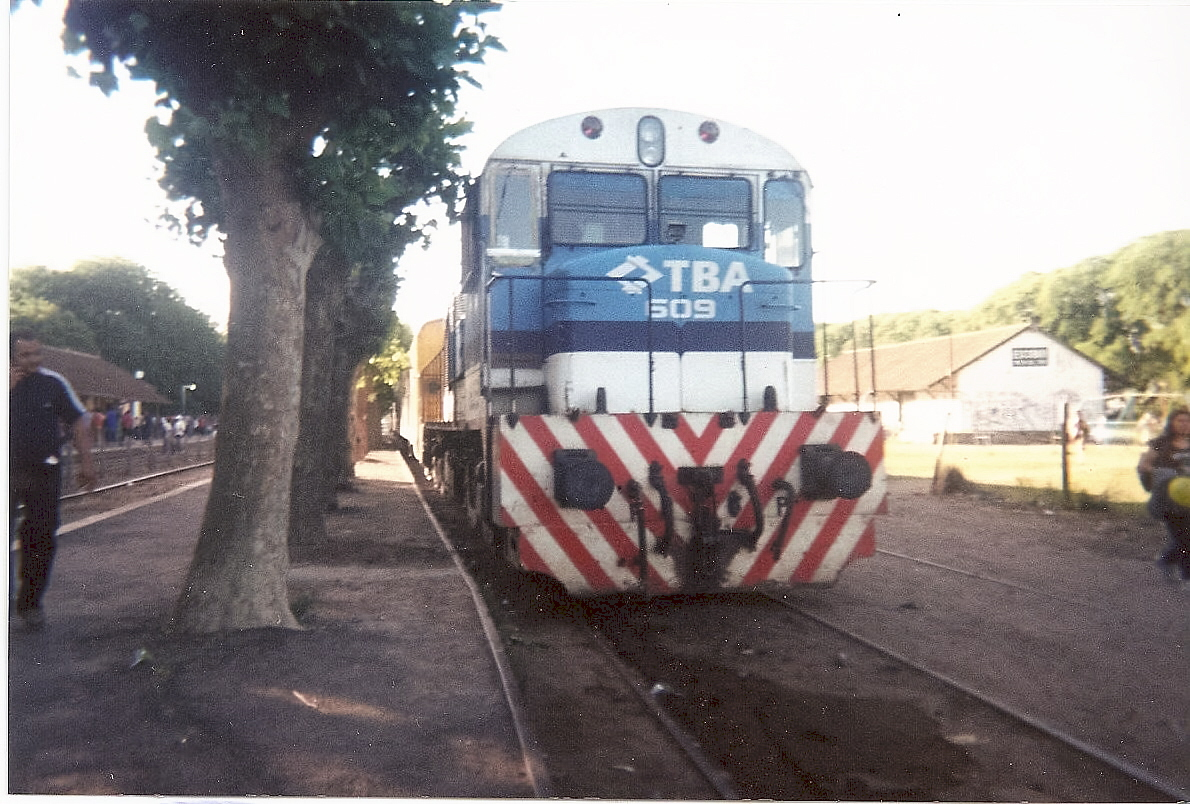
Locomotive GAIA
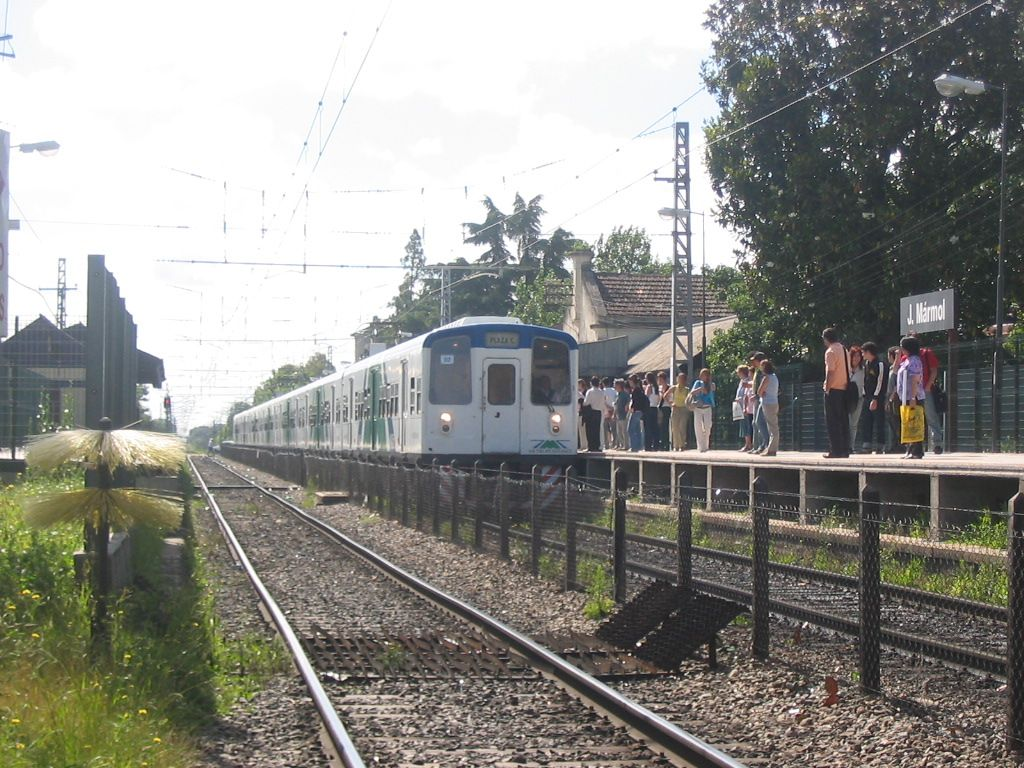
rame électrique Toshiba
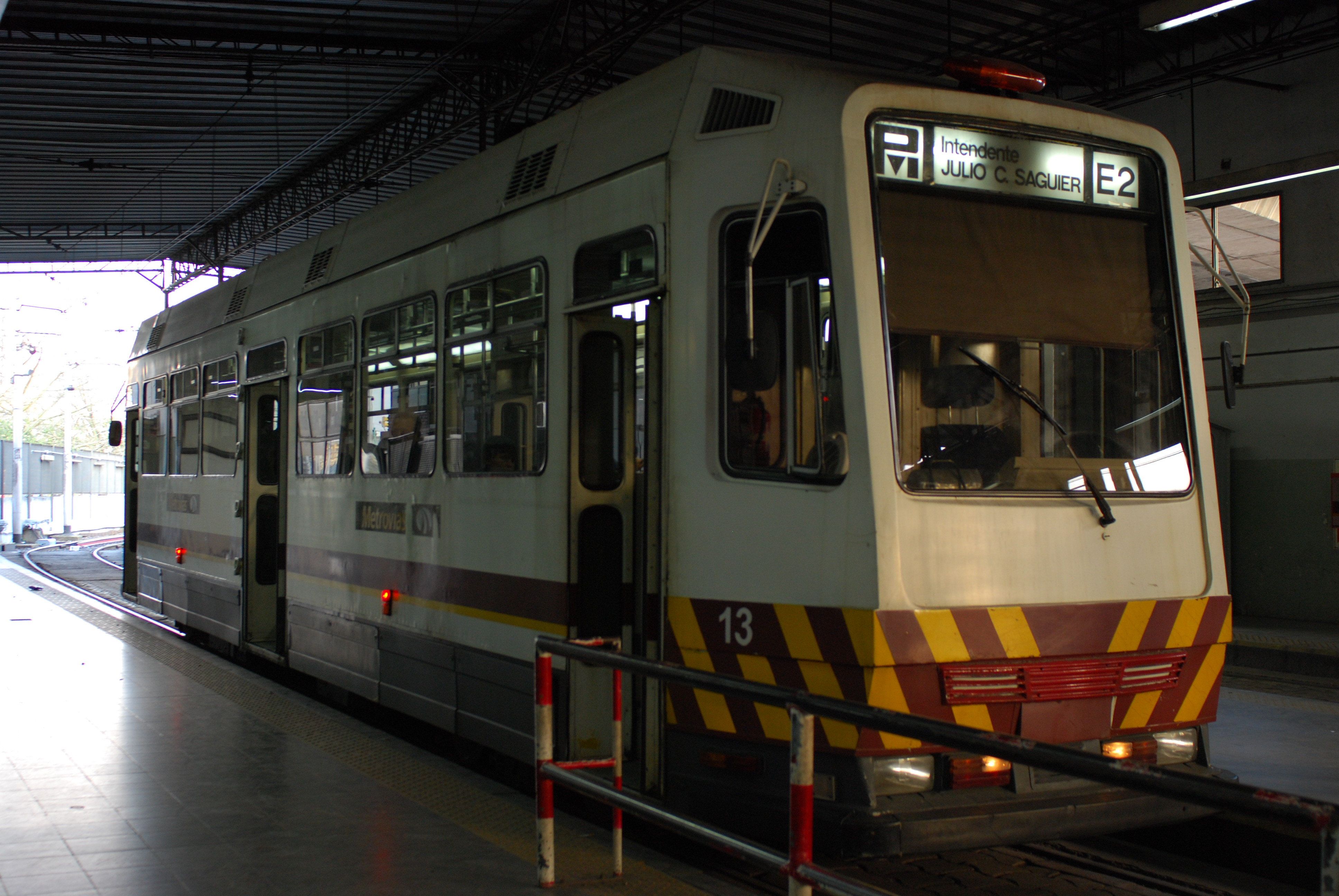
Rame Fiat Materfer monovoiture métro de Buenos-Aires

## Autres productions

### Machines agricoles
- Moissonneuse-batteuse "Axial Materfer 3000".

### Engins de Travaux publics
- Mini pelle mécanique "Agrinar MC65"[3].

## Autobus

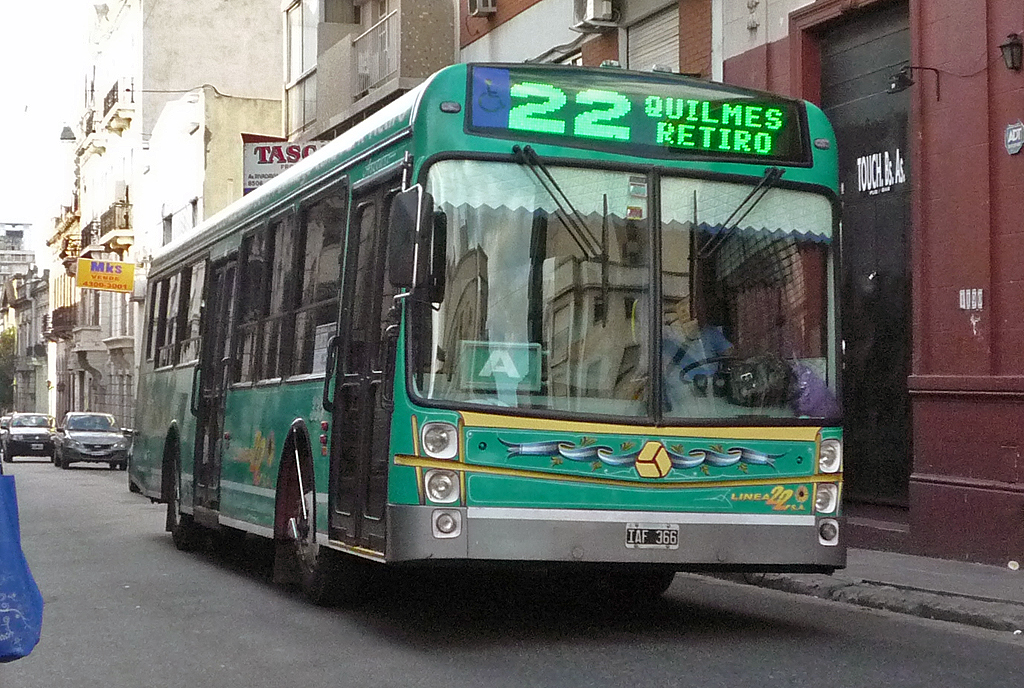
Autobus urbain Materfer Aguila

La société produit également des autobus urbains "Eagle". 